# Pimpla spectabilis
Pimpla spectabilis är en stekelart som beskrevs av Gyöö Viktor Szépligeti 1908. Pimpla spectabilis ingår i släktet Pimpla och familjen brokparasitsteklar. Utöver nominatformen finns också underarten P. s. urundiensis.